# Нанонаполнитель
Нанонаполнитель (англ. nanofiller) — добавка, распределенная в матрице композита, размер обособленных элементов которой как минимум по одному из измерений находится в нанодиапазоне.

## Описание
Свойства композитов во многом определяются, помимо других параметров, площадью поверхности раздела и интенсивностью межмолекулярного взаимодействия между материалами матрицы и наполнителя. Поскольку частицы нанонаполнителя преимущественно имеют размер менее 100 нм, то их более высокая удельная площадь поверхности по сравнению с наполнителями с более крупными частицами позволяет существенным образом снизить степень наполнения композита. Переход к наноразмерности наполнителя при оптимизации параметров синтеза позволяет не только сократить его удельный расход, но и получать материалы с более высокими эксплуатационными характеристиками.
К наиболее распространенным нанонаполнителям могут быть отнесены: слоистые алюмосиликаты (глины), углеродные нанотрубки и нановолокна, ультрадисперсные алмазы (наноалмазы), фуллерены, неорганические нанотрубки, наночастицы оксида кремния, карбоната кальция, а также металлические наночастицы.
Одной из важнейших задач при использовании нанонаполнителей является обеспечение их равномерного (либо заданного, например, в случае функционально-градиентных материалов) распределения в матрице композита.